# Мыс (Омская область)
Мыс — село в Муромцевском районе Омской области России. Административный центр Мысовского сельского поселения.

## История
Основано в 1626 году. В 1928 году село состояло из 143 хозяйств, основное население — русские. В административном отношении являлось центром Мысовского сельсовета Муромцевского района Тарского округа Сибирского края.

## Население
| 1926 | 2010 |
| ---- | ---- |
| 814  | ↘579 |

## Улицы
| - ул. Берёзовая, - ул. Заречная, - ул. Луговая, - ул. Молодёжная, - ул. Советская, | - ул. Совхозная, - ул. Сорока, - ул. Тарская, - ул. Центральная, - ул. Школьная. |